# Antonio Machín
Antonio Abad Lugo Machín (Sagua La Grande, Cuba, 17 janvier 1903 - Madrid, 4 août 1977) est un chanteur cubain de boléro et de musique populaire. Son répertoire est basé sur la musique cubaine et les ballades romantiques.

## Biographie
Antonio Machín est célèbre dans le monde hispanique pour ses morceaux El Manisero, Dos gardenias (en), Angelitos negros, entre autres,. El manisero, enregistré en 1930, est le premier succès cubain à dépasser le million de ventes.
Un de ses succès, le tango Un compromiso, est utilisé dans le film La Noche de los Girasoles (La Nuit des tournesols).

## Discographie
- 1997 - Angelitos Negros (Alma Latina)

- 2000 - Cuarteto and septeto : 1935 (Harlequin)

- 2003 - Grandes Exitos

- 2003  - Leyendas Del Siglo XX

- 2006 - Siempre Boleros - Pasado Y Presente

- 2006 - Toda Una Vida... El Bolero